# Savoisy
Savoisy är en kommun i departementet Côte-d'Or i regionen Bourgogne-Franche-Comté i östra Frankrike. Kommunen ligger i kantonen Laignes som tillhör arrondissementet Montbard. År 2022 hade Savoisy 195 invånare.

## Befolkningsutveckling
Antalet invånare i kommunen Savoisy
Referens:INSEE